# AA Anapolina
Die Associação Atlética Anapolina, in der Regel mit AA Anapolina abgekürzt, ist ein brasilianischer Fußballverein aus Anápolis.

## Geschichte
AA Anapolina entstand am 1. Januar 1948 als Ausgründung des Anápolis Sport Club. Lange Zeit spielte die Mannschaft nur unterklassig, erst in den 1970er Jahren platzierte sie sich im vorderen Bereich der Staatsmeisterschaft von Goiás sowie der brasilienweiten Série B. 1978 bis 1979, 1982 und 1984 spielte sie in der höchsten Liga Brasiliens, der Série A.
AA Anapolina konnte die Erfolge nicht dauerhaft bestätigen und stieg bis in die Série D ab, zudem trat die Mannschaft zeitweise nur in der zweithöchsten Spielklasse der Staatsmeisterschaft von Goiás an. 